# Закон о защите религиозных символов традиционных вероисповеданий
Закон о защите религиозных символов традиционных вероисповеданий принят в Российской Федерации в рамках борьбы с т. н. «крестопадом» (см. ниже) — искажением или стилизацией религиозной символики в изображениях крестов на куполах православных церквей и т. п.
Принят 15 июля 2025 года во втором и третьем чтении. Изменения вносятся в Федеральный закон «О свободе совести и о религиозных объединениях».

## Содержание
Закон не допускает «использование в СМИ, в интернете, при продаже товаров, выполнении работ, оказании услуг и в рекламе изображений и иных форм воспроизведения культовых зданий и иных объектов религиозного назначения, официальных геральдических знаков и их узнаваемых частей, содержащих на момент воспроизведения религиозные символы христианства, ислама, буддизма, иудаизма и других религий, составляющих неотъемлемую часть исторического наследия народов России, без данных символов».
Исключение — «если воспроизводятся исторические изображения с указанием на соответствующий период времени при условии, что в указанный период соответствующие религиозные символы отсутствовали, либо воспроизведение религиозных символов влечет за собой их осквернение».
Далее планируется внесение поправок в КоАП для установления ответственности за нарушение этих положений.
По состоянию на июль 2025 года как именно будет применяться закон пока не ясно, хотя юристы высказывают разные мнения.

## «Крестопад»
«Крестопад» — самозародившийся термин, которым православные активисты в запущенной ими дискуссии стали характеризовать явление в российском промышленном дизайне 2010-20-х годов, при котором с изображений православных храмов на упаковке, банкнотах, государственной символике, в детских играх и в компьютерных играх и т. п. исчезли изображения крестов на куполах и т. п., оказавшись замененными стилизованными знаками (ромбами, пиками) или просто стертыми.
Согласно аналитике Яндекс Вордстат слово возникает в июне 2021 года (16 примеров), становится заметным лишь в октябре 2023 года (ок. 600 примеров), затем число медленно растет к марту 2025 (ок. 2000) и вдвое вырастает в апреле 2025 (ок. 4000).

### Примеры
- в октябре 2023 года жители Великого Новгорода выбрали эмблемой области стилизованное изображение монумента «Тысячелетие России», но позже было обнаружено, что с эмблемы убрали кресты, хотя они были на изначальной версии изображения, победившего в конкурсе[5]
- в октябре 2023 года пришлось отменять выпуск новой тысячерублевой банкноты с изображением Дворцовой церкви на территории Казанского кремля. Причиной стало возмущение Русской православной церкви из-за изображения храмового купола без креста. В 2025 году Гознак продолжает работу над новым дизайном банкноты[6]
- в ноябре 2023 года была опубликована новость, что МВД проверит отсутствие православных крестов на мурале А. С. Пушкина в московском аэропорту Шереметьево. По нашей информации, всё из-за заявления учительницы английского языка из ЯНАО, которая возмутилась «крестопадом».[7]
- в апреле 2024 года было замечено, что тактильная модель Успенского собора во Владимире не имеет крестов: по словам создателей, по соображениям безопасности, однако это объяснение не удовлетворило общественность[8]
- 15 апреля 2025 вернулись кресты на логотип Министерства спорта, по словам главы ведомства Михаила Дегтярева: «Спорт должен быть не только с мышцами, но и с душой»[3].
- 19 мая оперный певец Владислав Москальков обратил внимание на отсутствие крестов на гербе в цифровых ресурсах Кремля. Его поддержали движение «Сорок Сороков» и другие прогосударственные блогеры, обвинив власти в «искажении символики»[9]. 21 мая 2025 дизайн государственного герба на сайте и в соцсетях администрации президента России был изменён: вместо ромбов на державе и короне двуглавого орла вновь появились кресты[3].
- весной 2025 года в соцсетях вспыхнула волна внимания к витражам на станции метро «Трубная» 2007 года, где на изображении храмов отсутствуют кресты, а прохожие уже много лет их пририсовывают, приклеивают кресты из спичек или настоящие нательные крестики[10].

### Борьба с крестопадом
- 4 апреля 2025 года «в Госдуме поддержали прозвучавший накануне призыв официального спикера РПЦ о необходимости „законодательно запретить стирать кресты с изображений храмов“ при любом публичном использовании этих изображений. В новом законопроекте обещано четко обозначить, что удаление крестов на публикациях с куполами недопустимо и будет иметь правовые последствия.»[11]
- В апреле фракция ЛДПР предложила штрафовать за публичное распространение изображений православных храмов, а также других культовых сооружений без характерных религиозных символов. Для юридических лиц штраф может доходить до 500 тысяч рублей[9].

- Как сообщает телеканал «Царьград», в июне 2025 года режиссёр Никита Михалков «открыто говорил не только об опасности подобного как минимум бездумного отношения к духовно-историческому наследию русского народа, но и указывал на явно не случайный характер этой кампании по избавлению от крестов».[12]

### Причины крестопада
- Ненависть к православию и русской идентичности глобально. Версия, которой руководствуются православные активисты[12]: это «глумление над религиозными святынями и оскорбление чувств верующих».[13] Политолог Сергей Марков утверждает: «Таких случаев десятки. Поэтому православное общество в России все больше приходит к убеждению, что „крестопад“ — это целенаправленная политика прозападной части элиты, которая хочет максимально убрать православную составляющую из российской идентичности».[14]
- Графическая стилизация. Тонкая форма креста исчезает при уменьшении изображения храма или сводится к более мелкому знаку. Так, отсутствие крестов на прежнем изображении герба пресс-секретарь президента Дмитрий Песков назвал вопросом масштабирования: «Если герб уменьшать, то в какой-то момент кресты превращаются в ромбики»[3].
- Советская привычка. Так, эксперт по истории РПЦ Алексей Макаркин считает, что это связано с ранней политикой советского государства, которое снимало кресты с православных колоколен. «Привычка не использовать кресты на ведомственных гербах тоже идет из советского опыта, продолжает Макаркин. Сейчас же частные компании стирают символику, чтобы сделать товары доступными для представителей всех конфессий, объяснил он»[3].
- Почтение к изображению христианского символа. Искусствовед Софья Багдасарова высказала предположение, что изначально причиной явления, наоборот, могло стать традиционное почтение верующих к изображению распятия. Например, обертку от хлеба, на этикетке которой изображен храм с крестом, нельзя выкинуть в мусор, по правилам её надо вырезать, отнести в церковь, где её сожгут, а пепел утилизируют специальным способом. Однако потом эта традиция приобрела более странные формы и характер эпидемии[15].